# Symbrenthia jolonus
Symbrenthia jolonus är en fjärilsart som beskrevs av Hans Fruhstorfer 1912. Symbrenthia jolonus ingår i släktet Symbrenthia och familjen praktfjärilar. Inga underarter finns listade i Catalogue of Life.